# Clara Pía Movia
Clara Pía Movia ( n. 1946) es una edafóloga e ingeniera agrónoma argentina.
Se recibió en la Facultad de Agronomía de la Universidad de Buenos Aires (UBA), en 1970, y desarrolla actividades académicas en la Cátedra de manejo y conservación de suelos, en Cartografía y Teledetección Aplicada a los Recursos naturales, con su colega Stella Maris Navone (de la cual fue consejera principal de su tesis de doctorado); y en la Evaluación de la Degradación de las Tierras a través de Imágenes Satelitarias.

## Obras
- alberto Soriano, clara pía Movia. 1986. Erosion and Desertification In Patagonia. Univ of Buenos Aires, Argentina, Interciencia 1 (1, 2) : 77 -87

### Libros
- clara pía Movia, natalia Marlenko, alejandro esteban Maggi, stella maris Navone, mirta a. Raed, maría virginia López. 2011. Sensores Remotos Aplicados al Estudio de los Recursos Naturales. Coordinación: Stella Maris Navone. Editor FAUBA. 223 pp.
- eduardo abel Rienzi , alejandro esteban Maggi, stella maris Navone, clara pía Movia. 1999. Factores que regulan la erosión hídrica en la cuenca del río Santa María, provincia de Catamarca, Argentina. Terra Latinoamericana (México) 1 ( 17): 45-50. Editor Sociedad Mexicana de la Ciencia del Suelo[3]

### Capítulos de libros
- Productividad primaria neta de sistemas herbáceos. 1975. Volumen 1, 5 de Monografías. Comisión de Investigaciones Científicas, provincia de Buenos Aires, Universidad de Buenos Aires. Cátedra de Fisiología Vegetal y Fitogeografía. Editor CIC

## Honores
Académica de número de
- desde 1997 y continua, de la Academia Nacional de Geografía de Argentina[4]
- Premio “Desarrollo Académico 2011” de la 9.º Edición de los Premios Testimonios[4]